# Salmo 14
Il salmo 14 (13 secondo la numerazione greca) costituisce il quattordicesimo capitolo del Libro dei salmi.
È tradizionalmente attribuito al re Davide. Viene citato da san Paolo nella lettera ai Romani.
È utilizzato dalla Chiesa cattolica nella liturgia delle ore.